# Łoboda (wieś)
Łoboda – wieś borowiacka w Polsce, położona w województwie kujawsko-pomorskim, w powiecie tucholskim, w gminie Śliwice
Miejscowość leży na obszarze Borów Tucholskich
Do 2024 r. miejscowość była osadą. W latach 1950–1975 miejscowość administracyjnie należała do tzw. dużego województwa bydgoskiego, a w latach 1975–1998 do tzw. małego województwa bydgoskiego.
We wsi XIX-wieczny młyn, przebudowany na małą elektrownię wodną.